# Antonio Stefanizzi
Antonio Stefanizzi (Matino, 18 settembre 1917 – Roma, 4 aprile 2020) è stato un gesuita, fisico e conduttore radiofonico italiano.

## Biografia
Era fratello di un altro gesuita, Angelo Stefanizzi, noto come "Padre Gandhi", a lungo missionario nello Sri Lanka.
Dopo la sua ordinazione nel 1946, studiò in Italia teologia, poi fisica alla Jesuit Fordham University di New York con Victor Franz Hess.
Nel 1953, a soli 35 anni, venne nominato direttore di Radio Vaticana da Papa Pio XII. Fondò quindi il centro radiotelevisivo Santa Maria di Galeria a nord di Roma. Nel 1954 fu il responsabile della prima diretta radiofonica dell'Angelus del Papa. Nel 1967 abbandonò la gestione dell'emittente, ma restò attivo come direttore tecnico fino al 1973. In qualità di consigliere del Pontificio Consiglio per le Comunicazioni Sociali, fu uno dei fondatori del Centro Televisivo Vaticano insieme a Emilio Rossi.
Insegnò per diversi anni matematica e fisica alla Pontificia Università Gregoriana di Roma.
Morì a Roma nell'aprile del 2020, ultracentenario, nell'infermeria della Residenza San Pietro Canisio. 